# Brian Kobilka
Brian Kobilka (sinh ngày năm 1955) là một nhà học học và sinh học người Mỹ gốc Ba Lan. Ông hiện là giáo sư Trường Đại học Stanford, đồng thời là nhà đồng sáng lập Công ty Công nghệ sinh học ConfometRx về thụ thể bắt cặp với protein G. Tháng 10 năm 2012, ông được trao giải Nobel hóa học năm 2012 cùng với Robert J. Lefkowitz. Theo Viện hàn lâm khoa học hoàng gia Thụy Điển, hai nhà khoa học này đã nghiên cứu và phát hiện ra rằng mỗi tế bào trong cơ thể người có nhiều thụ thể, trong đó thụ thể bắt cặp với protein G đóng vai trò quan trọng nhất, giúp tế bào tương tác với các tế bào khác và môi trường bên ngoài, đây là một bí ẩn trong nhiều năm đối với các nhà khoa học trên thế giới. Công trình của hai nhà khoa học này có ý nghĩa lớn trong việc tạo ra các thuốc trị bệnh tim, Parkinson và chứng đau nửa đầu.
Brian Kobilka tốt nghiệp cử nhân sinh học và hóa học tại Đại học Minnesota (Hoa Kỳ), sau đó lấy bằng tiến sĩ y khoa tại Đại học Yale.
Brian Kobilka nổi tiếng với những nghiên cứu của ông về thụ thể bắt cặp với protein G, ông đã đạt được nhiều giải thưởng nghiên cứu khoa học danh giá của Mỹ, chẳng hạn như Giải thưởng "Thành tựu nghiên cứu khoa học đột phá của năm" vào năm 2007.